# 穆拉 (巴塞罗那省)
穆拉，是西班牙加泰罗尼亚巴塞罗那省的一个市镇。总面积48平方公里，总人口208人（2001年），人口密度4人/平方公里。